# کابل پرس
کابل پرس (به انگلیسی: Kabul Press) یکی از سایت‌های اطلاعاتی است که بیشترین مطالب آن مربوط به افغانستان است و نیز بیشترین خوانندگان آن را مردم افغانستان تشکیل می‌دهد. مطالب کابل پرس همه‌روزه به زبان‌های فارسی و انگلیسی تهیه می‌شوند.
مدیر و برنامه‌نویس این وب‌سایت کامران میرهزار دو بار توسط پلیس مخفی افغانستان دستگیر شده‌است که موجب اعتراضات سازمان‌های بین‌المللی مطبوعات شد.